# سامبا دیوارا
سامبا دیوارا (انگلیسی: Samba Diawara؛ زادهٔ ۱۵ مارس ۱۹۷۸) بازیکن فوتبال اهل فرانسه است.
از باشگاه‌هایی که در آن بازی کرده‌است می‌توان به ای‌اف‌سی توبیز، باشگاه فوتبال تروا، باشگاه فوتبال رویال یونیون سنت ژیل، و باشگاه فوتبال ستاره سرخ اشاره کرد.
وی همچنین در تیم ملی فوتبال مالی بازی کرده‌است.